# Bimichaelia setigera
Bimichaelia setigera är en spindeldjursart som beskrevs av Berlese 1904. Bimichaelia setigera ingår i släktet Bimichaelia, och familjen Alycidae. Arten är reproducerande i Sverige.